# 159th Fighter Wing

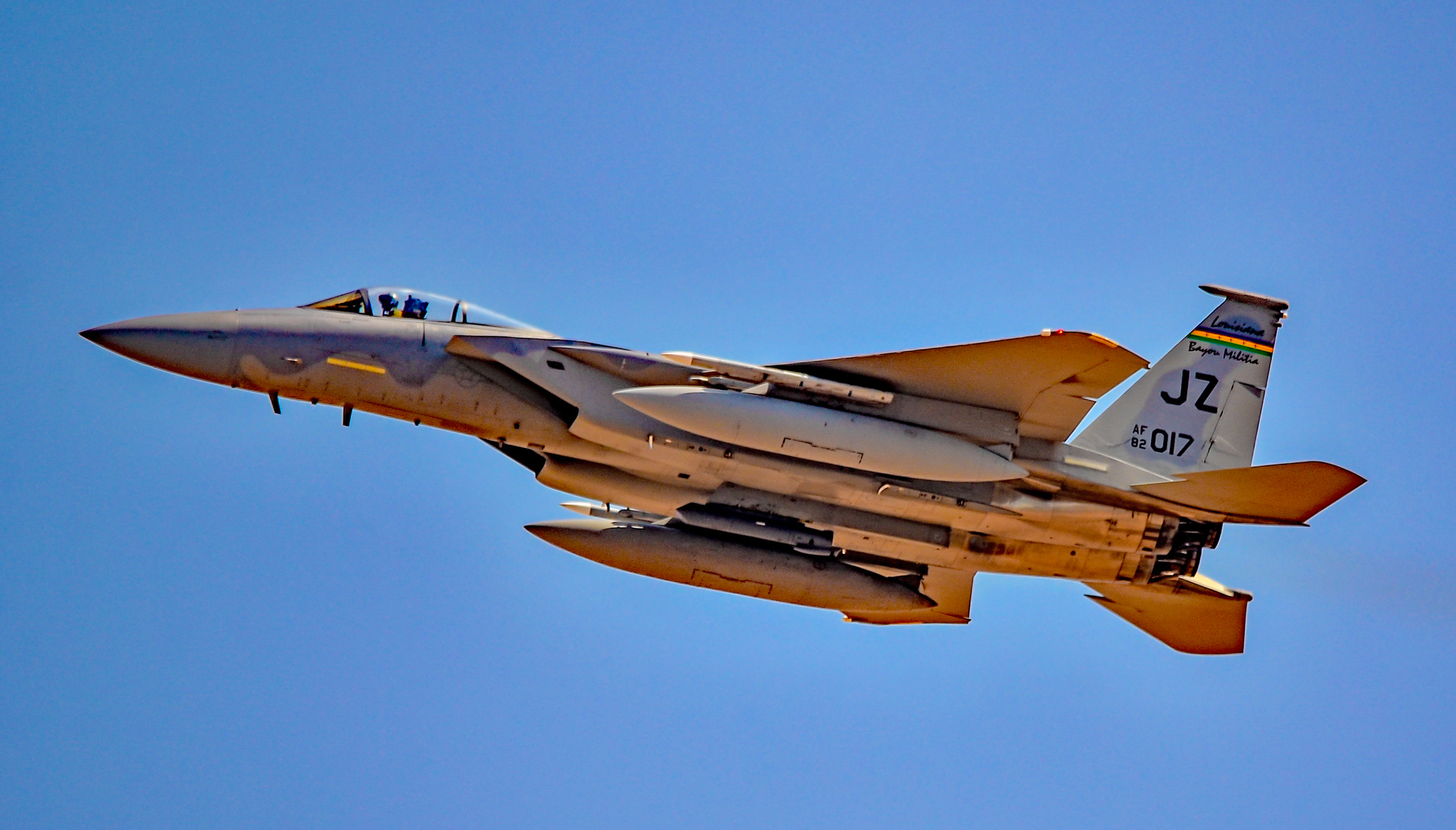
F-15C/D dello Stormo

Il 159th Fighter Wing è uno stormo da caccia della Louisiana Air National Guard. Riporta direttamente all'Air Combat Command quando attivato per il servizio federale. Il suo quartier generale è situato presso la Naval Air Station Joint Reserve Base New Orleans, Louisiana.

## Organizzazione
Attualmente, al settembre 2017, esso controlla:
- 159th Operations Group
  - 159th Operations Support Flight
  -  122nd Fighter Squadron - Equipaggiato con F-15C/D
- 159th Maintenance Group
  - 159th Aircraft Maintenance Squadron
  - 159th Maintenance Squadron
  - 159th Maintenance Operations Flight
- 159th Mission Support Group
  - 159th Civil Engineer Squadron
  - 159th Force Support Squadron
  - 159th Logistics Readiness Squadron
  - 159th Security Forces Squadron
  - 159th Communications Flight
- 159th Medical Group
- 122nd Air Support Operations Squadron, Pineville, Louisiana
  - Detachment 1, Camp Minden Armed Force Reserve Center, Louisiana
- 214th Engineering and Installation Squadron, Naval Air Station Joint Reserve Base New Orleans, Louisiana
- 236th Combat Communications Squadron, Hammond Municipal Airport, Louisiana
- 259th Air Traffic Control Squadron, England Industrial Airpark, Louisiana